# فاتیماتا توره
فاتیماتا توره (فرانسوی: Fatimata Touré‎) اهل مالی و یک فعال حقوق زنان و رئیس انجمن منطقه‌ای آشتی و صلح در گائو، مالی است؛وی همچنین رئیس گروه اقدامT پژوهش، مطالعه و آموزش زنان و برندهٔ جوایزی همچون جایزه بین‌المللی زنان شجاع شده‌است.